# Plans del Franquesa
Els Plans del Franquesa són uns plans dels municipis d'Estaràs i de les Oluges a la comarca de la Segarra.